# ラスク (バンド)
ラスク（Lusk）は、アメリカのサイケデリック・ロック・バンド。1995年にトゥール脱退後のポール・ダムール、キーボーディストのクリス・ピットマンが結成し、程なくフェイリュアのメンバーであるグレッグ・エドワーズ、メディスンのブラッド・レイナーが加入。1997年に唯一のアルバム『Free Mars』をリリースし、1998年に解散した。

## ディスコグラフィ

### アルバム
- Free Mars (1997年、Volcano)

### シングル
- "Backwords" (1997年)